# 猛犸温泉
猛犸温泉（Mammoth Hot Springs）是美國黃石國家公園洞石上的一个大型溫泉综合体，它毗邻黄石堡以及猛犸温泉历史区。猛犸温泉是随着数千年来热泉水的不斷冷却和碳酸鈣沉积而形成的。

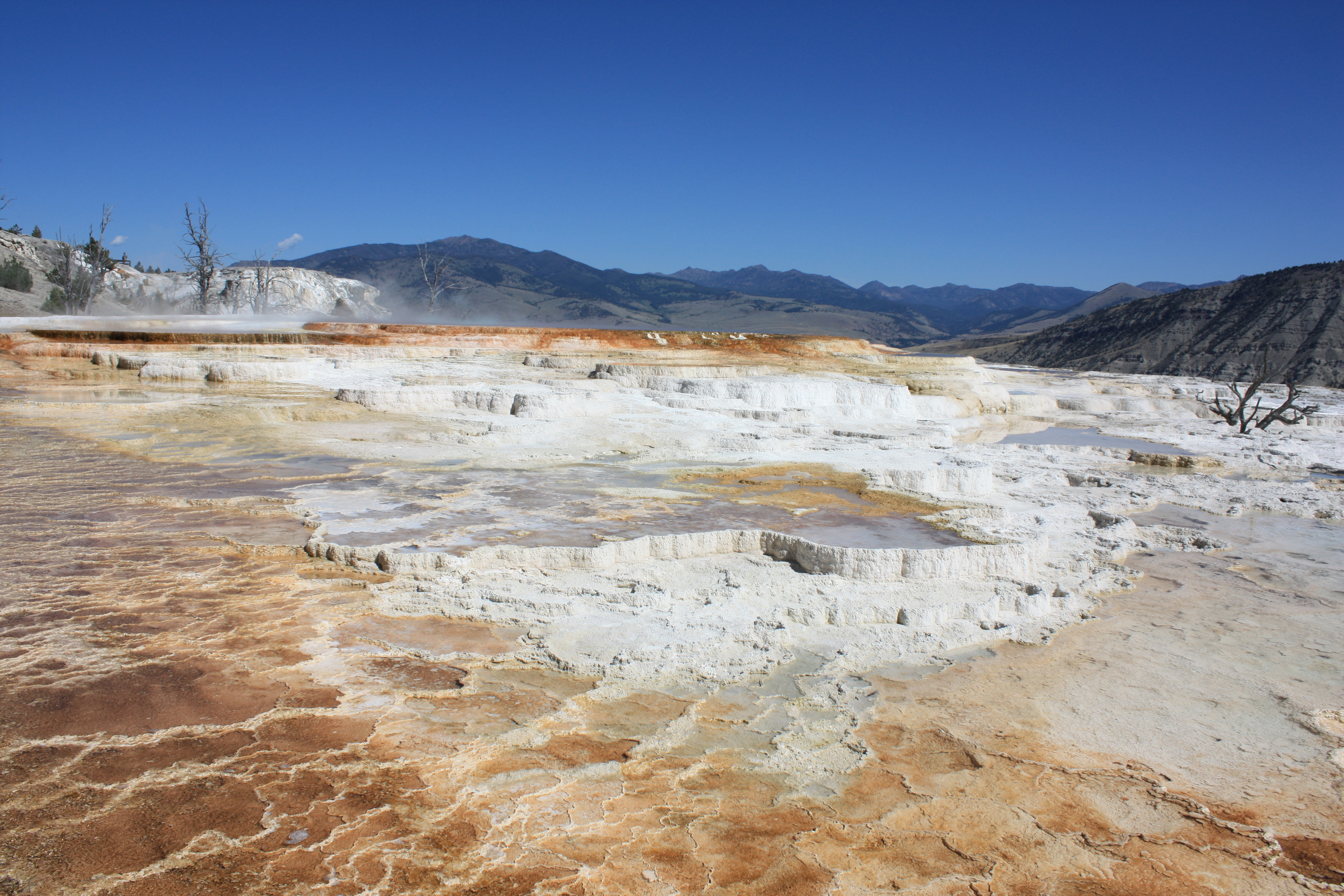
由结晶的碳酸钙形成的梯田景观